# Jos Strengholt
Jozef Martinus (Jos) Strengholt (Beverwijk, 7 februari 1959) is een Nederlands schrijver, journalist, ondernemer, theoloog en anglicaans priester.

## Levensloop

### Jeugd en studie
Strengholt werd geboren in Beverwijk en groeide op in een gereformeerd gezin. In 1965 verhuisde het gezin naar Soest. Toen hij dertien jaar oud was overleed zijn vader. Hij bezocht het Corderius College in Amersfoort. Toen hij zeventien jaar was ging hij over naar een evangelische gemeente en sloot zich aan bij Youth for Christ. Hij ging vervolgens naar vormingscentrum In de Ruimte en  studeerde  daarna geschiedenis aan de Universiteit van Utrecht. Zijn specialisatie was de moderne geschiedenis van het Midden Oosten, vooral begeleid door Prof Jacques Waardenburg. In 2008 promoveerde hij in Utrecht aan de theologische faculteit op het proefschrift Evangelie in de lucht. 50 jaar christelijk getuigenis via radio in de Arabische wereld, onder begeleidng van Prof. Jan Jongeneel. 

### Loopbaan
Strengholt woont sinds 1988 voornamelijk in Egypte. In Caïro werkte hij eerst zes jaar als journalist (1988-1994), vooral voor Radio 1 (alle omroepen) en het Reformatorisch Dagblad. Intussen was hij betrokken bij diverse projecten; hij startte in Cairo een dagverblijf voor gehandicapte kinderen, was betrokken bij het opzetten van een uitgeverij van kinderboeken en startte een winkel voor producten van Soedanese vluchtelingen. 
Van 1994-1997 woonde Strengholt in Amersfoort waar hij mede-eigenaar van Mediahuis was. In 1997 ging hij weer in Egypte wonen. Hij startte en leidde enkele mediabedrijven voor Arabische christelijke televisieproductie. In 2008 werd hij priester binnen de Anglicaanse Kerk. Van 2011-2017 was hij priester in de wijk Heliopolis, waar hij verantwoordelijk was voor een Engelstalige, twee Arabischtalige en een Soedanese gemeenschap. Ook heeft hij een aantal boeken uitgegeven. 
In 2017 ging hij in Utrecht wonen, waar hij doorging met projectmanagement en fondswerving voor projecten in Egypte. In 2020 formaliseerde hij dat werk in Stichting Nijlvallei waarvan hij sindsdien de directeur is. Hij is veel van zijn tijd in Egypte voor het leiden van die organisatie

## Publicaties
- (1993) De schat van Hatsjepsoet
- (2008) Evangelie in de lucht. 50 jaar christelijk getuigenis via radio in de Arabische wereld
- (2011) Egypte Mijn Volk
- (2013) Kleine Catechismus voor Vrijdenkers
- (2015) Op reis met Elia. Zeven lessen uit het leven van Elia
- (2017) Vertaling van Het Onderwijs van de Twaalf Apostelen aan de Volken. De Didache
- (2020) Zeven Tempels van God in de Bijbel
- (2020) Jezus in de ogen zien
- (2021) Waarom ik baby's doop
- (2021) De apostel Paulus en zijn fondswerving voor Jeruzalem
- (2022) Zeven fouten die ik maakte in Egypte
- (2022) Schatgraven in het Onzevader
- (2023) Mijn volk (dat woont in) Egypte - over Jesaja 19